# Foulness
Foulness è un'isola chiusa e una parrocchia civile dell'Inghilterra, appartenente alla contea dell'Essex. È situata presso le coste orientali dell'Essex, dalle quali è separata da una serie di corsi d'acqua.
Al censimento del 2001, la popolazione normalmente residente nella parrocchia civile era di 212 persone, residenti negli insediamenti di Churchend e Courtsend, all'estremità nord dell'isola. Al censimento del 2011 la popolazione si è ridotta a 151 unità.[1] Fino a poco tempo fa l'isola possedeva un negozio e un ufficio postale. Il pub George and Dragon di Churchend ha chiuso i battenti nel 2007, mentre la chiesa di St Mary the Virgin ha chiuso nel maggio 2010. Nel 2019 il Southend Echo ha riportato il progetto di trasformare la chiesa in una casa con cinque camere da letto.
L'isola di Foulness è prevalentemente un terreno agricolo ed è protetta dal mare da un muro. Il nome insolito dell'isola deriva dall'inglese antico fugla næsse ("promontorio degli uccelli"), che si riferisce agli uccelli selvatici. È un sito importante a livello internazionale per gli uccelli migratori e nidificanti, tra cui le avocette. Durante l'alluvione del Mare del Nord del 1953, quasi tutta l'isola fu allagata e due persone morirono.
Prima del 1922, quando fu costruita la strada militare, l'unico accesso era attraverso le Maplin Sands tramite la Broomway, un sentiero di marea che si dice risalga ai Romani, o in barca. Esistono diritti di passaggio pubblici, ma l'isola è ora gestita da QinetiQ per conto del Ministero della Difesa come MoD Shoeburyness e l'accesso all'isola da parte dei non residenti è soggetto a orari e restrizioni rigorose.